# Podróż przedślubna
Podróż przedślubna (tytuł oryginalny Forces of Nature) – amerykański film fabularny (komedia romantyczna) w reżyserii Bronwen Hughes, wyprodukowany przez wytwórnię DreamWorks. Główne role w filmie zagrali Ben Affleck i Sandra Bullock.
Premiera filmu odbyła się 19 marca 1999 w Stanach Zjednoczonych.

## Fabuła
Ben Holmes (Ben Affleck) leci do Savannah na swój ślub. Samolot rozbija się podczas startu. Mężczyzna ratuje jedną z pasażerek, Sarah Lewis (Sandra Bullock). Postanawiają razem kontynuować podróż. Od początku towarzyszy im pech. Gdy są blisko celu, uświadamiają sobie, że łączy ich uczucie.

## Obsada
- Ben Affleck jako Ben Holmes
- Sandra Bullock jako Sarah Lewis
- Maura Tierney jako Bridget Cahill
- Steve Zahn jako Alan
- Blythe Danner jako Virginia Cahill
- Ronny Cox jako Hadley Cahill
- Michael Fairman jako Richard Holmes
- Richard Schiff jako Joe
- Afemo Omilami jako taksówkarz
- David Strickland jako Steve Montgomery
- Jack Kehler jako Vic DeFranco
- Janet Carroll jako Barbara Holmes
- Meredith Scott Lynn jako Debbie
- George D. Wallace jako Max
- Steve Hytner jako Jack Bailey
- John Doe jako Carl Lewis
- Anne Haney jako Emma
- Bert Remsen jako Ned
- Bill Erwin jako Murray

## Produkcja
Zdjęcia do filmu kręcono w Beaufort i Dillon (Karolina Południowa), Chattanooga (Tennessee), Cherokee (Karolina Północna), Jacksonville (Floryda), North Bergen i Weehawken (New Jersey), Richmond i Sterling (Wirginia), Savannah (Georgia) oraz w Waszyngtonie. Okres zdjęciowy trwał od 23 czerwca do 11 września 1998 roku.

## Odbiór
Film Podróż przedślubna spotkał się z mieszaną reakcją krytyków. W serwisie Rotten Tomatoes, 45% z sześćdziesięciu sześciu recenzji filmu są mieszane (średnia ocen wyniosła 5,3 na 10). Na portalu Metacritic średnia ocen z 26 recenzji wyniosła 46 punktów na 100.

### Nagrody i nominacje
| Rok  | Miejsce                              | Nagroda     | Kategoria                       | Odbiorcy i nominowani        | Wynik     |
| ---- | ------------------------------------ | ----------- | ------------------------------- | ---------------------------- | --------- |
| 1999 | Teen Choice Awards 1999              | Teen Choice | Najlepszy filmowy wybuch złości | Sandra Bullock               | wygrana   |
| 2000 | Nickelodeon Kids’ Choice Awards 2000 | Sterowiec   | Ulubiona aktorka filmowa        | Sandra Bullock               | nominacja |
| 2000 | Nickelodeon Kids’ Choice Awards 2000 | Sterowiec   | Ulubiona para filmowa           | Ben Affleck i Sandra Bullock | nominacja |